# 那古野勝泰
那古野 勝泰（なごや かつやす、天文5年〈1536年〉または天文6年〈1537年〉 - ?）は、戦国時代の武士。斯波氏、織田氏の家臣。仮名は弥五郎。那古野因幡守敦順（あつより?）と同一人物とする説がある。

## 経歴
父は、天文11年（1542年）8月の小豆坂の戦いの際、織田信秀に属して戦い討死した清須衆・那古野弥五郎。尾張国那古野を本拠とした今川那古野家の庶流とみられる。父・弥五郎は清須衆とされることから、清須に住む尾張国主・斯波家に仕えていたことが分かる。
天文21年（1552年）頃、斯波義統の家臣として那古野弥五郎（勝泰）がおり、当時16、7歳で、人数300人を有していた（『信長公記』）。その頃、勝泰は簗田弥次右衛門と男色の関係にあって、2人は清須の老臣らを織田信長方に引き入れようとしていたという。
「勝泰」という実名は、尾張国愛知郡の円福寺に宛てた書状に「那古野弥五郎勝泰」の署名があることから判明する。勝泰の「勝」の字は斯波家の守護代・織田達勝からの偏諱であると考えられる。また、300の軍勢を持っていたことから、勝泰の所領高の多さや家格の高さがうかがえる。
永禄2年（1559年）、織田信長が上洛した際の記事に、「清須の那古野弥五郎」の家臣・丹羽兵蔵の名が見え、この頃、勝泰が信長に仕えていたことが分かる。
しかしこれ以降、那古野弥五郎勝泰の名は見ることができない。

## 那古野因幡守敦順

### 概要
「那古野因幡守」という名は同時代史料では確認できない。しかし、元禄9年（1696年）に成立した『織田系図』（『続群書類従』巻142所収）に「那古野因幡守敦順」の名が記され、次男・山三郎の子孫の加賀那古野（名越）家に「因幡守敦順」の名が伝えられていることから、実在は確かとみられる。
黒田基樹は、慶長年間（1596–1615年）の名古屋村に「那古野因幡殿屋敷跡」があったとされることなどから、敦順を今川那古野家の一族であるとし、前述の弥五郎勝泰が改名したものと推定している。
『森家先代実録』によると、敦順（「名古屋因幡守」）の父（黒田によると天文11年に戦死した那古野弥五郎）は織田信秀の妻の兄弟であるという。敦順の妻・養雲院殿は、『織田系図』によると織田刑部大輔の娘で、中川重政や津田盛月、木下雅楽助の姉妹に当たる。敦順と養雲院殿の婚姻時期は、織田信秀が今川那古野家を滅ぼした天文初め頃と推測され、那古野の領主だった今川那古野家との融和のための婚姻だったと考えられる。
『森家先代実録』によると、羽柴秀吉の妻・寧々は敦順の妻・養雲院殿の「筆子」であった。柴裕之は養雲院殿を寧々の筆習いの師、黒田基樹は寧々の学問指南としている。敦順は寧々の養父・浅野長勝に対し、秀吉と寧々の婚姻を勧め、更に織田信長に取り成しを行ったという。
信長に仕えていた敦順は、その後「不足して」（何らかの問題が生じて）家臣の身分を解かれた。天正年間（1573–1592年）、伊勢安濃津の織田信兼に牢人として扶持されるようになり、1,000石を与えられたという。文禄3年（1594年）に信兼が改易されると、敦順は伊勢のどこかに住み、その後死去したとされる（『森家先代実録』）。
また、妻の養雲院殿は秀吉から摂津に後家領を与えられて京都の屋敷で過ごし、その地で没したという（『森家先代実録』）。

### 子女
敦順と養雲院殿の間には6人の子がいた。『森家先代実録』には長女（金森可重妻）、長男・千丸、次男・山三郎、次女・岩（知勝院殿、智勝院殿）、三女（小沢彦八郎妻）、四女（各務藤兵衛妻）の順に記されている。『織田系図』には四女の記載がなく、養雲院殿の実子ではない可能性が考えられる。また、次男・山三郎が最後に書かれており、長男の名は那古野内膳とされている。
敦順の子の内、長男・内膳（千丸）は生年不明で、19歳で死去したと伝えられる。次男・山三郎は元亀3年（1572年）生まれで、その子孫は加賀前田家に仕えた。
敦順の次女・岩は、天正3年（1575年）に生まれた。初め羽柴秀長の嫡男・与一郎に嫁ぎ、与一郎が早世すると秀長の養女となった。文禄3年（1594年）に森忠政に嫁いで5人の子を儲け、慶長12年（1607年）に死去した。
敦順の三女の桂雲院は、羽柴秀吉の馬廻衆から森忠政の家臣となった小沢彦八郎に嫁いだ。天正9年（1581年）に生まれた四女の大林院殿は、森忠政の筆頭家老である各務元正の子の各務藤兵衛に嫁いだ。